# Памятник Герцену (Москва)
Памятник Александру Герцену — скульптурный памятник литератору Александру Герцену, расположенный в Москве на Тверском бульваре. Объект культурного наследия народов России регионального значения.

## Описание
Фигура писателя А. И. Герцена, отлитая из бронзы в полный рост, установлена на низком постаменте из чёрного полированного гранита. Авторы памятника изобразили писателя немного напряжённым, что является указанием на его революционный настрой. В левой руке он держит гранки газеты «Колокол», выпуском которого Герцен занимался продолжительное время.
Скульптором памятника является Михаил Мильбергер, архитектором — К. М. Сапегин.
Установлен памятник во дворе дома № 25 по Тверскому бульвару около Литературного института. Здание института известно как «дом Герцена», чем и объясняется выбор места для установки памятника. Дело в том, что усадьба в начале XIX века принадлежала сенатору А. А. Яковлеву — родному брату отца Александра Герцена. В этом доме родился и провел первые несколько месяцев жизни внебрачный сын И. А. Яковлева Александр Герцен. Взрослым Александр Иванович приезжал в этот дом в гости к двоюродному брату.
В конце октября 1959 года во дворе бывшей усадьбы состоялось открытие памятника А. И. Герцену.
Кроме этого памятника, в Москве существуют памятники Герцену и Огарёву на Моховой улице, а также памятник клятве Герцена и Огарева на Воробьёвых горах.